# Maria Louisa de Savoia
A nu se confunda cu prințesa Marie Louise de Savoia (1749 - 1792).
Maria Luisa Gabrielle de Savoia sau Maria Luisa Gabriella di Savoia  (17 septembrie 1688 - 14 februarie 1714) a fost prima soție a regelui Filip al V-lea al Spaniei.

## Familie
A fost a treia fiică și a doua care a supraviețuit a Ducelui de Savoia, Victor Amadeus al II-lea și a soției lui Anne Marie d'Orléans, care a fost fiica cea mică a lui Filip I, Duce de Orléans și Henriettei a Angliei. De-a lungul vieții, Maria Luisa a rămas apropiată de sora ei mai mare, Marie Adélaïde, care s-a căsătorit cu Ludovic al Franței, Duce de Burgundia, nepotul cel mare al regelui Ludovic al XIV-lea al Franței.